# Congresso de Viena
O Congresso de Viena foi uma conferência entre embaixadores das grandes potências europeias, que aconteceu na capital austríaca, entre setembro de 1814 e junho de 1815, cuja intenção era a de redesenhar o mapa político do continente europeu após a derrota da França napoleônica na primavera anterior. Este congresso pretendia também restaurar os tronos das famílias reais derrotadas pelas tropas de Napoleão (como a restauração dos Bourbons).
Os termos de paz foram estabelecidos com a assinatura do Tratado de Paris (30 de maio de 1814), em que se estabeleciam as indemnizações a pagar pela França aos países vencedores. Mesmo diante do regresso do imperador Napoleão I do exílio, tendo reassumido o poder da França em março de 1815, as discussões prosseguiram. O Ato Final do Congresso foi assinado nove dias antes da derrota final de Napoleão na Batalha de Waterloo em 18 de junho de 1815.

## Objetivo
O objetivo foi reorganizar as fronteiras europeias a fim de resgatar os limites territoriais e geográficos anteriores à Revolução Francesa, sistematicamente alteradas pelas conquistas de Napoleão, e restaurar a ordem absolutista do Antigo Regime. Após o fim da época napoleônica, que provocou mudanças políticas e econômicas em toda a Europa, os países vencedores (Áustria, Rússia, Prússia e Reino Unido) sentiram a necessidade de selar um tratado para restabelecer a paz e a estabilidade política na Europa, já que momentos de instabilidade eram vividos e temia-se uma nova revolução. Foi então criada a Santa Aliança, um acordo político selado entre as grandes potências monarquistas da Europa: Império Russo, Império Austríaco e Reino da Prússia. Estabelecida entre os soberanos europeus que pretendiam propagar os princípios da Fé cristã e, no fundo, manter o absolutismo como filosofia do Estado e sistema político dominante na Europa. 
Tempos depois, a Santa Aliança evoluiu e, graças a novos acordos, se tornou a Quádrupla Aliança, com a entrada da Inglaterra, ainda em 1815, e posteriormente a Quíntupla Aliança, com a entrada da França, em 1818. A Inglaterra, apesar de ter participado de coligações formadas com o intuito de combater Napoleão Bonaparte, nunca aderiu à Santa Aliança, por conta da ideologia antiliberal que estava no centro do grupo, e também pelo fato de ter interesses no comércio com as colônias. No entanto, Lord Castlereagh, negociador inglês, por entender que a aliança tinha como última finalidade por a Inglaterra à margem das questões políticas europeias, propôs a criação da Quádrupla Aliança, reunindo a Inglaterra e as três potências signatárias da Santa Aliança, com o objetivo de realizar consultas quando fosse necessário, de acordo com a situação política do continente. A Quíntupla Aliança se reuniu pela última vez no Congresso de Verona, em 1822, com o objetivo de solucionar problemas relacionados à Revolução Grega e à intervenção francesa na Espanha. Nos últimos encontros, pôde-se observar o crescente antagonismo entre França e Inglaterra, principalmente em questões relacionadas à autodeterminação das nações, à unificação italiana e à Questão Oriental.

## Medidas
Foram adotados uma política e um instrumento de ação:
- Política: Restauração legitimista e compensações territoriais.

- Instrumento de Ação: Santa Aliança, aliança político-militar reunindo exércitos da Rússia, Prússia e Áustria prontos para intervir em qualquer situação que ameaçasse o Antigo Regime, incluindo a hipótese de intervir nas independências da América. Contra isso foi criada a "Doutrina Monroe" (América para os Americanos).[2]

## Participantes
O congresso foi presidido pelo estadista austríaco Príncipe Klemens Wenzel von Metternich (que também representava seu país), contando ainda com a presença do seu Ministro de Negócios Estrangeiros e do Barão Wessenberg como deputado. Francisco I, Imperador da Áustria, foi o anfitrião das reuniões de conferência.
Portugal é representado por três Ministros Plenipotenciários: D. Pedro de Sousa Holstein, Conde de Palmela, António de Saldanha da Gama, diplomata destacado na Rússia, e D. Joaquim Lobo da Silveira, diplomata destacado em Estocolmo.
A Prússia foi representada pelo príncipe Karl August von Hardenberg, o seu Chanceler e o diplomata e acadêmico Wilhelm von Humboldt.
O Reino Unido foi inicialmente representado pelo seu Secretário dos Negócios Estrangeiros, o Visconde de Castlereagh; após fevereiro de 1815 por Arthur Wellesley, Duque de Wellington; nas últimas semanas, após Wellington ter partido para dar combate a Napoleão, pelo Conde de Clancarty.
A Rússia foi defendida pelo seu Imperador Alexandre I, embora fosse nominalmente representada pelo seu Ministro de Negócios Estrangeiros.
A França estava representada pelo seu Ministro de Negócios Estrangeiros Charles-Maurice de Talleyrand-Périgord.
Inicialmente, os representantes das quatro potências vitoriosas esperavam excluir os franceses de participar nas negociações mais sérias, mas o Ministro Talleyrand conseguiu incluir-se nesses conselhos desde as primeiras semanas de negociações.

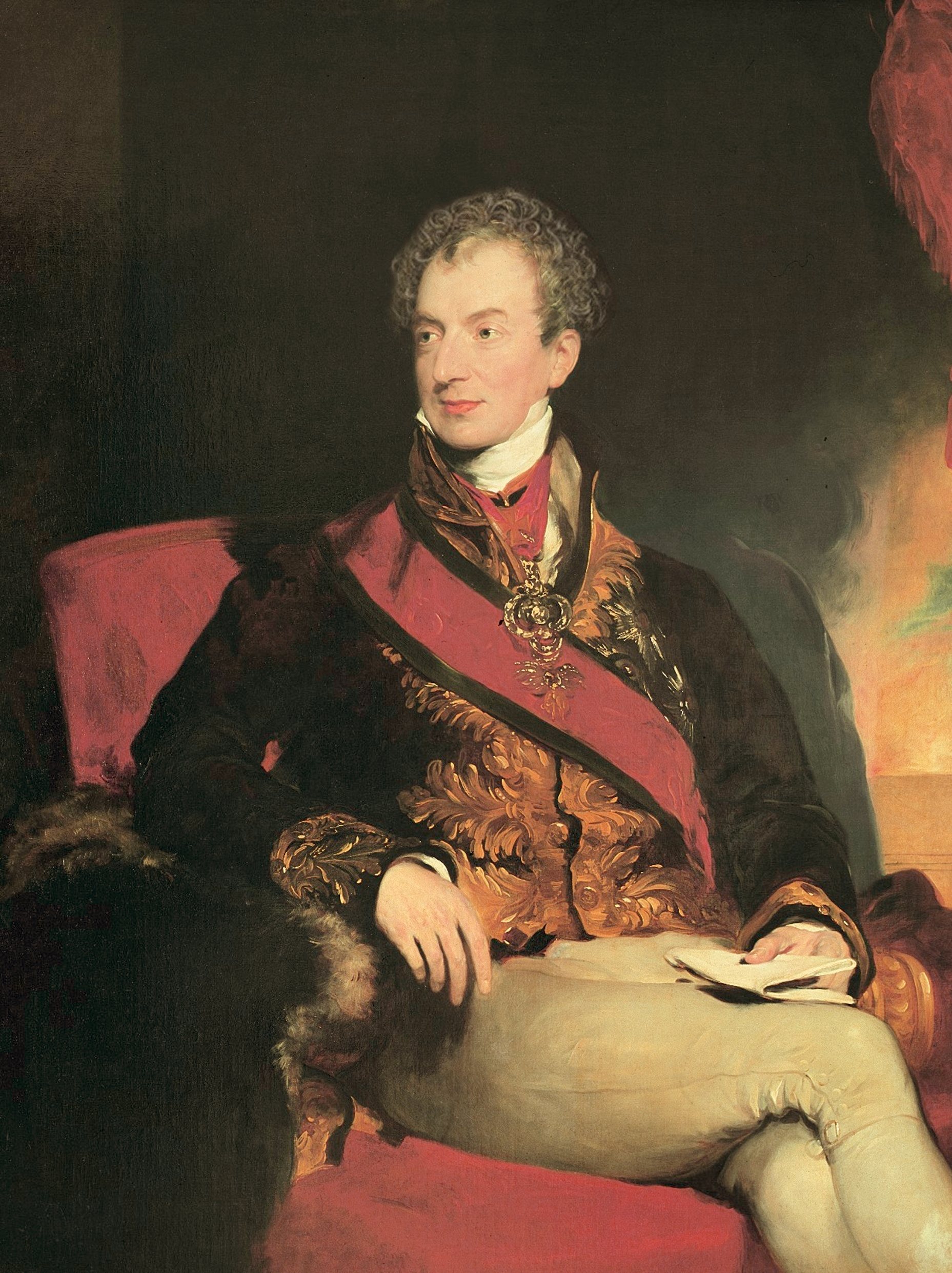
Império Austríaco Klemens von Metternich Chanceler de Estado
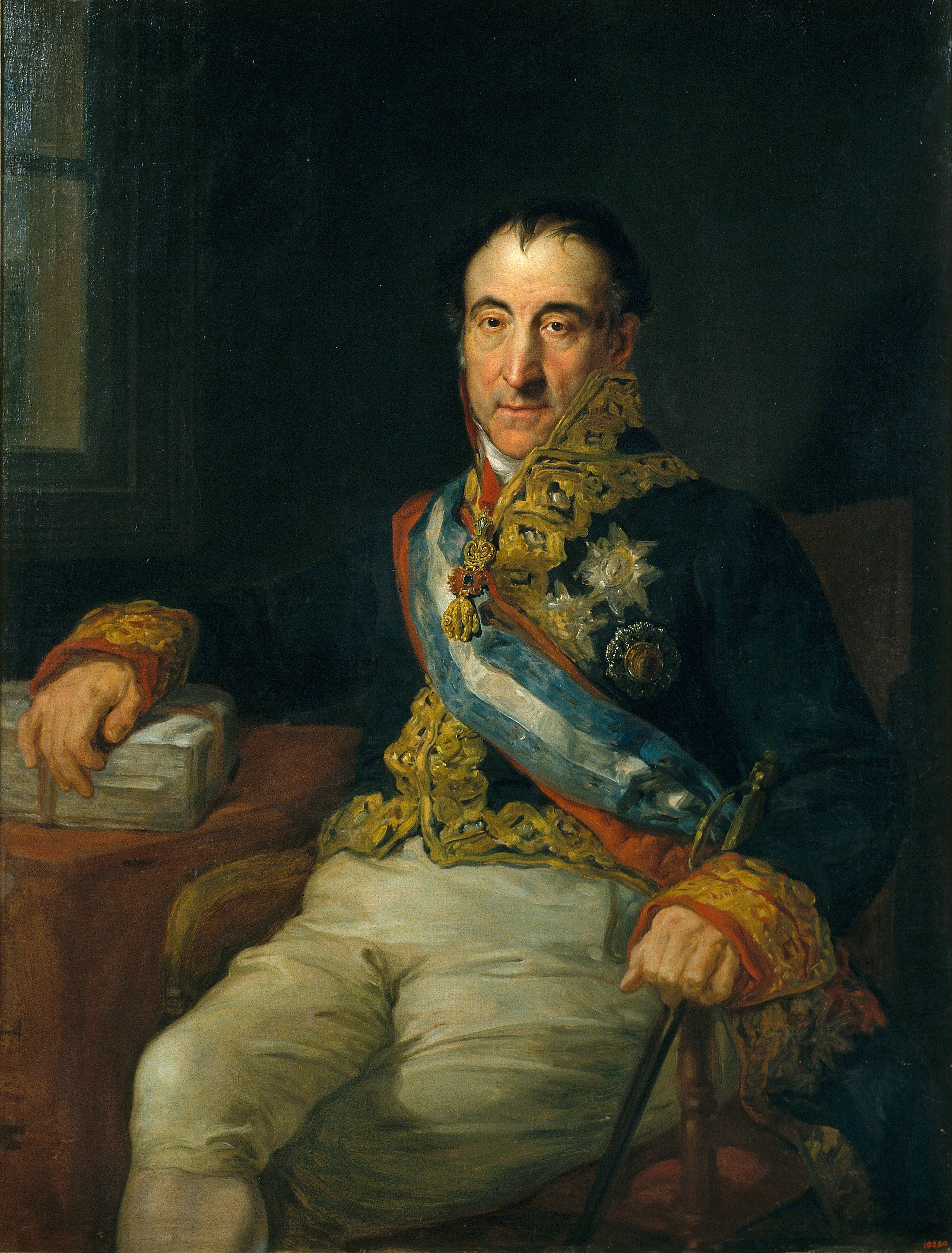
Espanha Pedro Gómez Labrador Secretário do Exterior
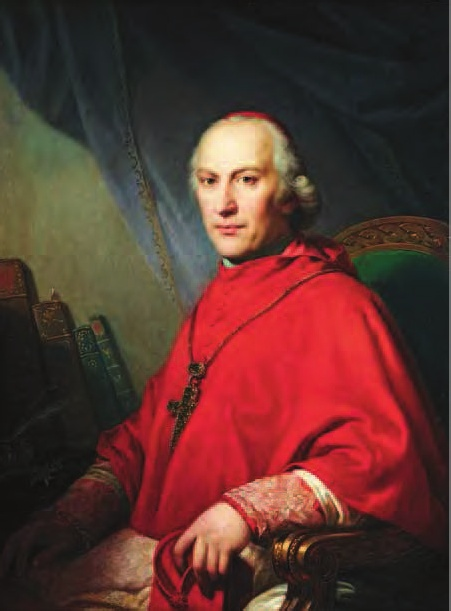
Estados Papais Ercole Consalvi Cardeal Secretário de Estado
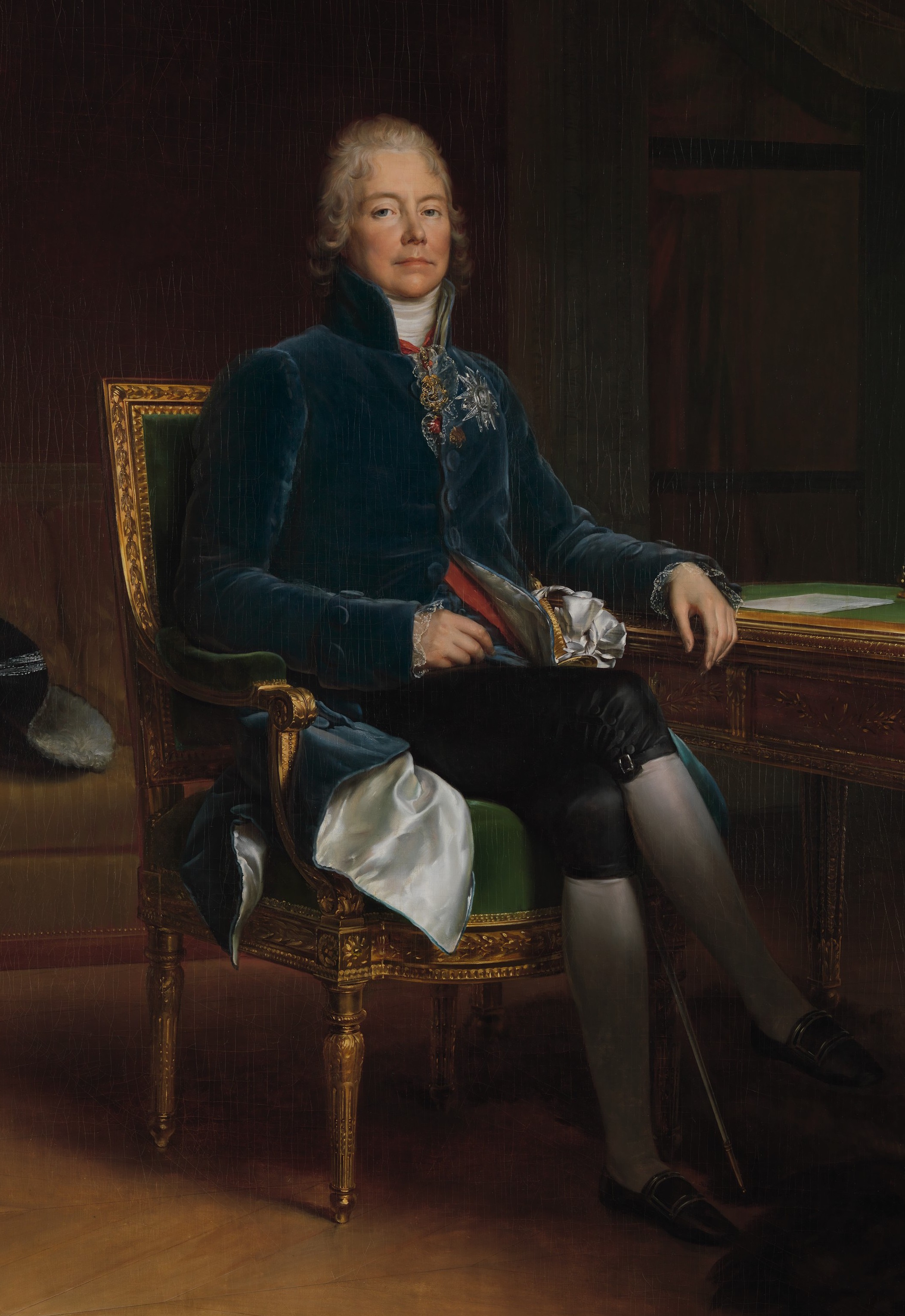
França Maurice de Talleyrand Ministro dos Negócios Estrangeiros
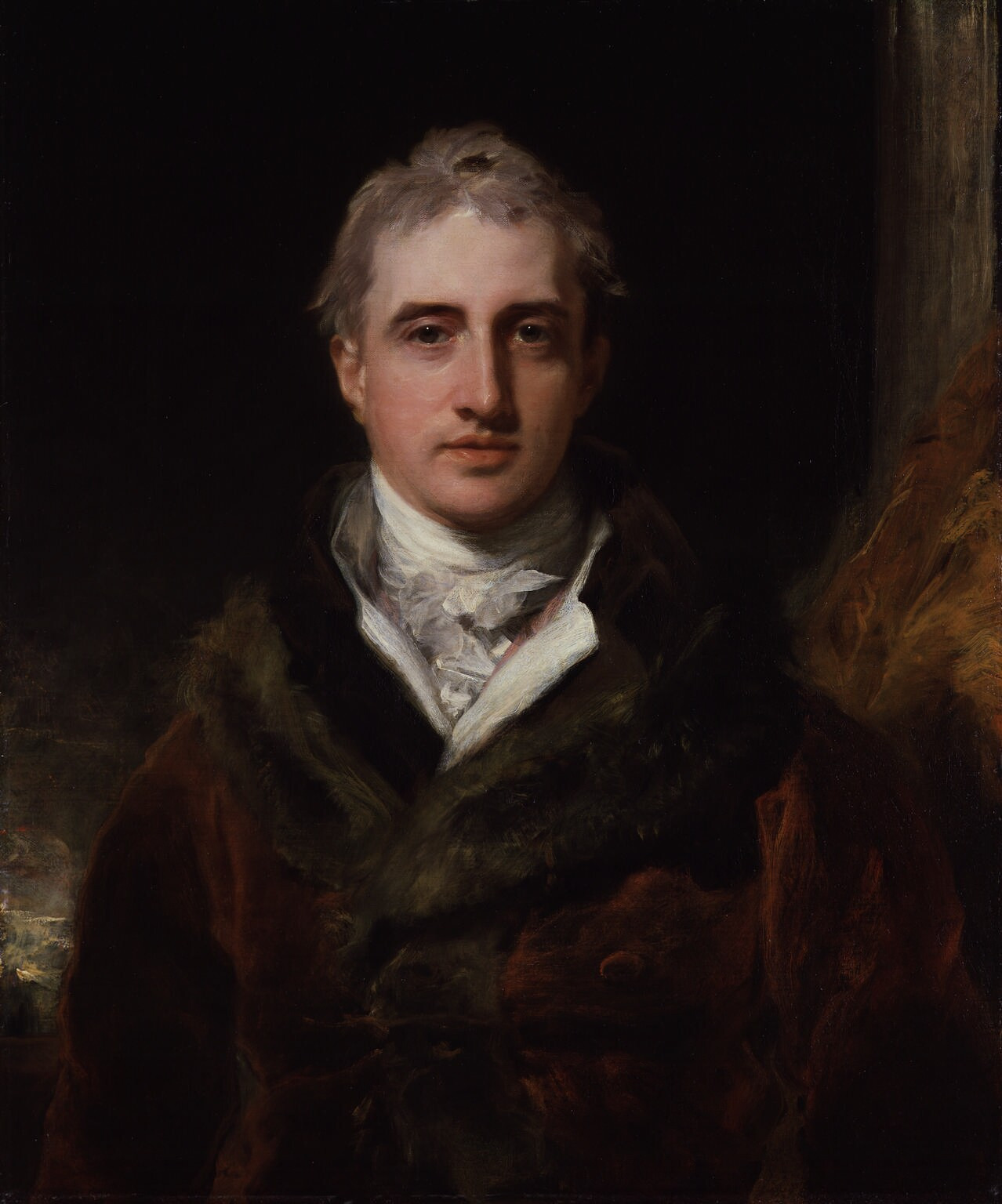
Grã-Bretanha Visconde Castlereagh Secretário do Exterior
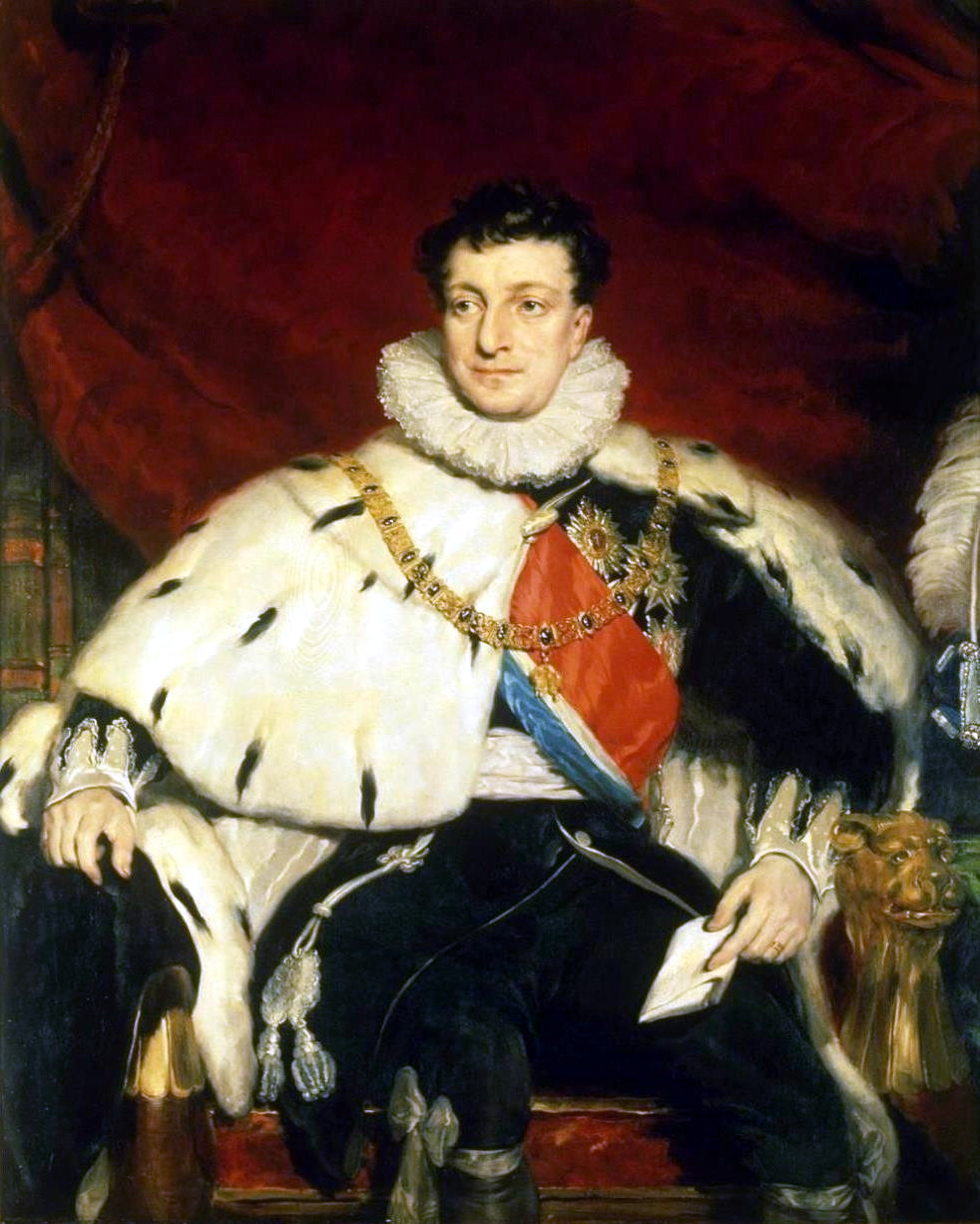
Portugal Pedro de Sousa e Holstein Ministro-Chefe
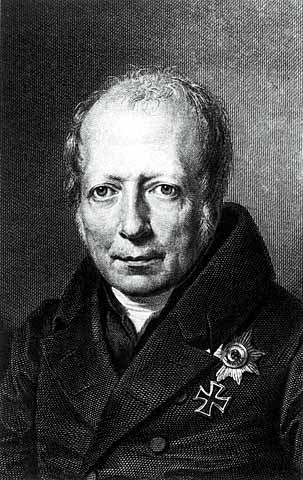
Prússia Wilhelm von Humboldt
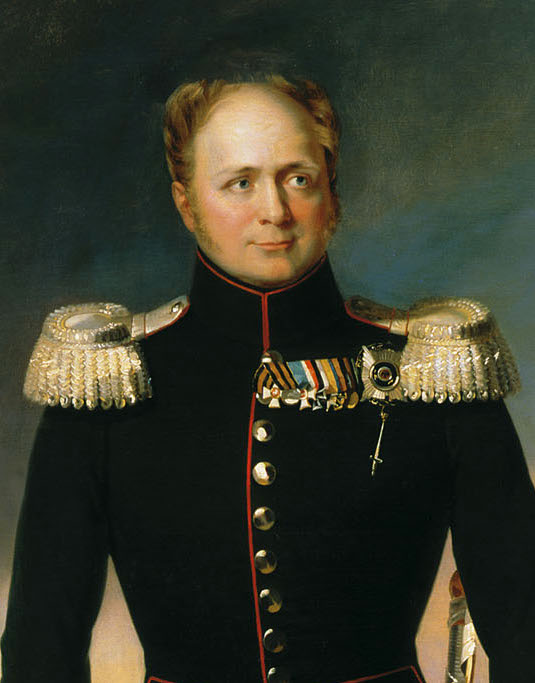
Império Russo Alexandre I Imperador da Rússia
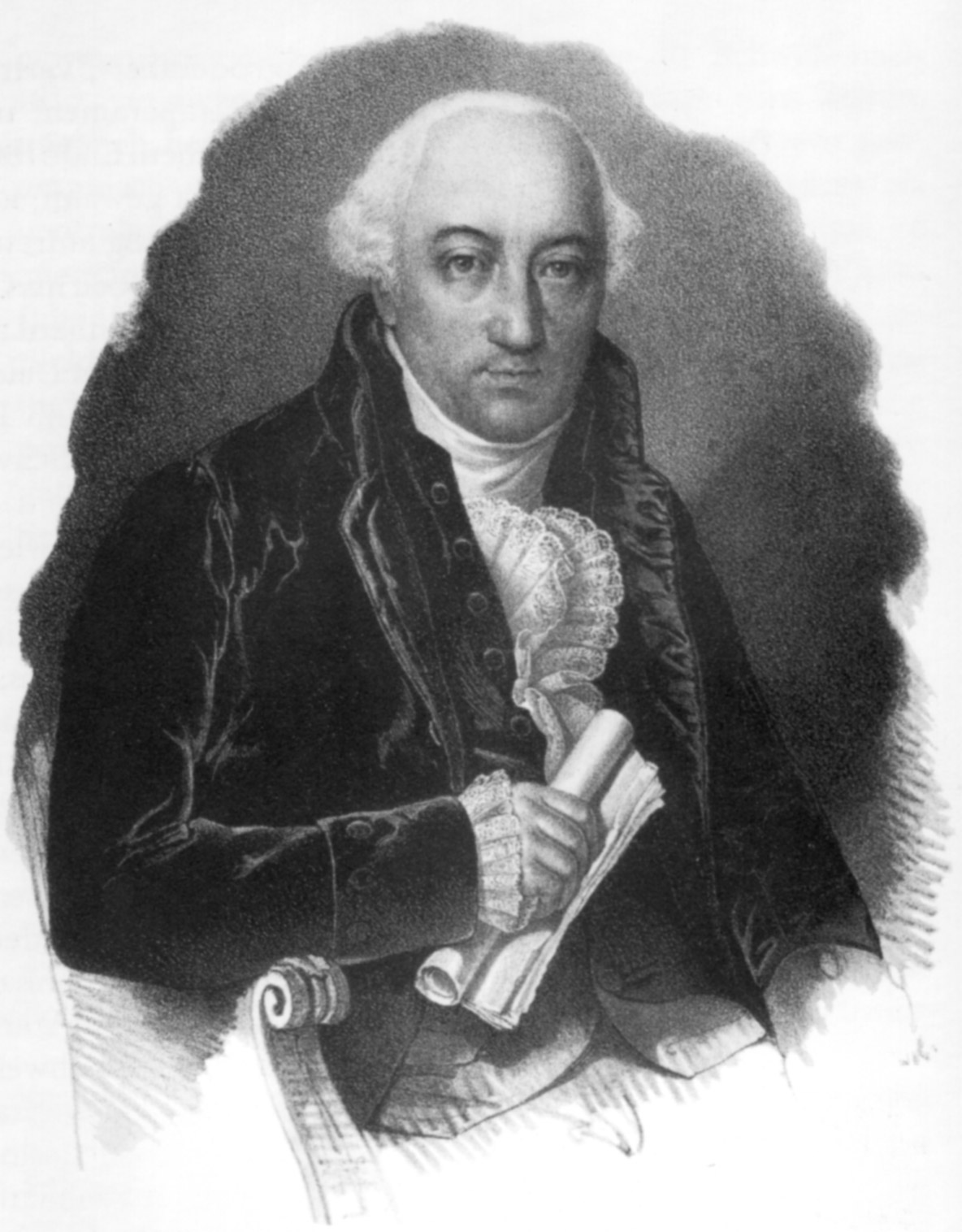
Confederação Suíça Hans Reinhard Membro da Dieta Federal

O congresso nunca teve uma sessão plenária de facto: as sessões eram informais entre as grandes potências. Devido à maior parte dos trabalhos ser feito por estas cinco potências (com algumas questões dos representantes de Espanha, Portugal, Suécia e dos estados alemães), a maioria das delegações pouco tinha que fazer, pelo que o anfitrião, Francisco I, Imperador da Áustria, oferecia entretenimento para as manter ocupadas. Isto levou a um comentário famoso pelo Príncipe de Ligne: le Congrès ne marche pas; il danse (o Congresso não anda; ele dança).

## Princípios
As diretrizes fundamentais do Congresso de Viena foram: o princípio da legitimidade, a restauração, o equilíbrio de poder e, no plano geopolítico, a consagração do conceito de "fronteiras geográficas":
- O princípio da legitimidade, defendido sobretudo por Talleyrand a partir do qual se consideravam legítimos os governos e as fronteiras que vigoravam antes da Revolução Francesa, garantindo com isso que os Bourbons retornassem ao poder com a anuência dos vencedores. Atendia os interesses dos Estados vencedores na guerra contra Napoleão Bonaparte, mas ao mesmo tempo buscava salvaguardar a França de perdas territoriais, assim como da intervenção estrangeira. Os representantes dos governos mais reacionários acreditavam que poderiam, assim, restaurar o Antigo Regime e bloquear o avanço liberal. Contudo, o acesso não foi respeitado, porque as quatro potências do Congresso trataram de obter algumas vantagens na hora de desenhar a nova organização geopolítica da Europa.[7]

- O princípio da restauração, que era a grande preocupação das monarquias absolutistas, uma vez que se tratava de recolocar a Europa na mesma situação política em que se encontrava antes da Revolução Francesa, que guilhotinou ao rei absolutista e criou um regime republicano, a República, que acabou com os privilégios reais e instituiu o direito legítimo de propriedade aos burgueses. Os governos absolutistas defendiam a intervenção militar nos reinos em que houvesse ameaça de revoltas liberais.

- O princípio do equilíbrio, defendeu a organização equilibrada dos poderes econômico e político europeus dividindo territórios de alguns países, como, por exemplo, a Confederação Alemã que foi dividida em 39 Estados sendo a Prússia e a Áustria como líderes, e anexando outros territórios a países adjacentes, como o caso da Bélgica que foi anexada aos Países Baixos.

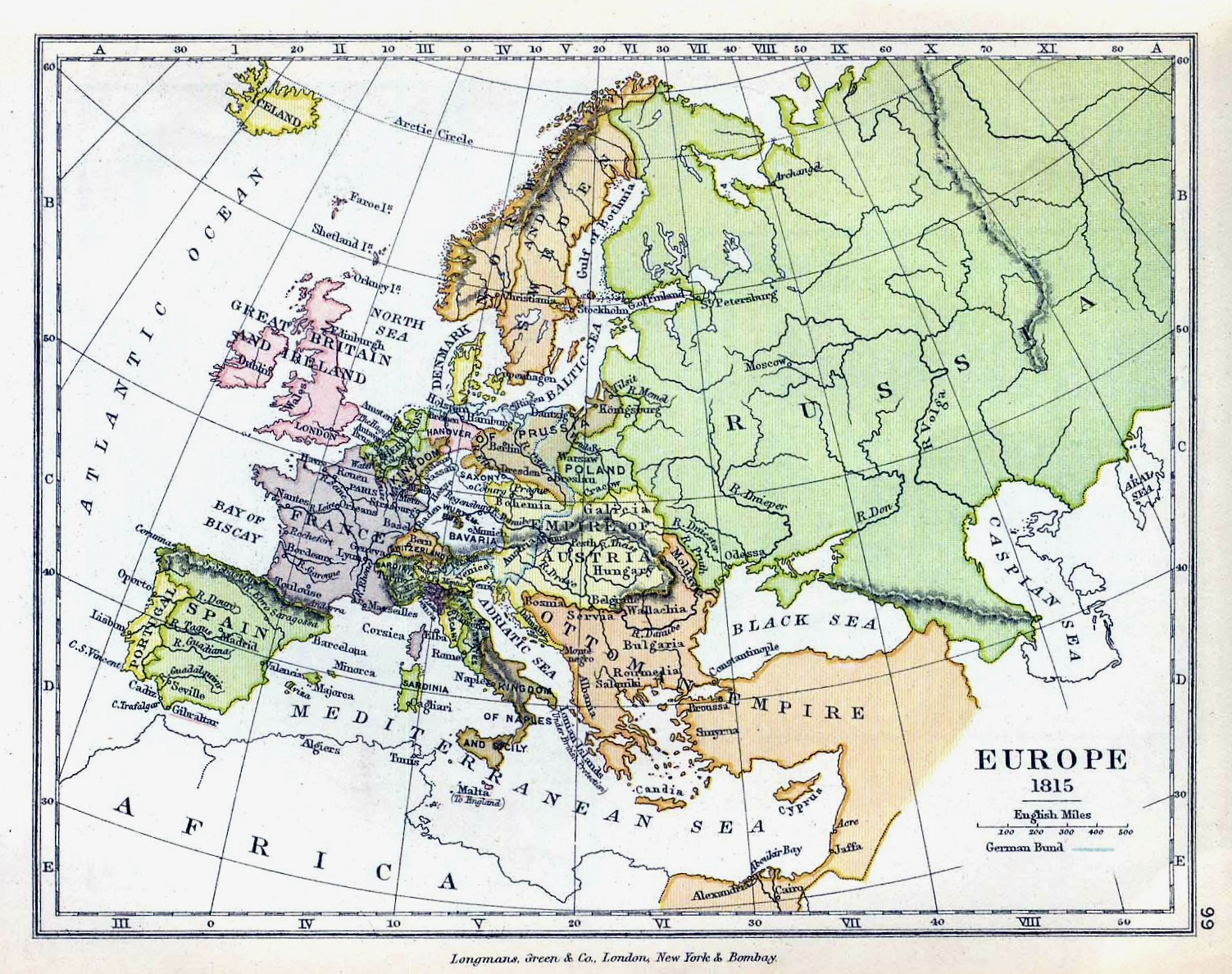
Em 1815, as fronteiras da Europa foram refeitas, quando suas raízes já haviam sido sacudidas pelos exércitos de Napoleão

Outra decisão importante das grandes potências reunidas em Viena foi a consagração da ideia de equilíbrio do poder. Segundo essa perspectiva, considerava-se que só fora possível o fenômeno Napoleão na Europa porque ele havia juntado uma tal soma de recursos materiais e humanos que, aliados à sua capacidade política e militar, provocaram todo aquele período de guerras.
As grandes potências decidiram então dividir os recursos materiais e humanos da Europa, de tal maneira que uma potência não pudesse ser mais poderosa que a outra (equilíbrio de poder); sendo assim, nenhum outro Napoleão se atreveria a desafiar seu vizinho, sabedor de que este contaria com os mesmos recursos.
Sendo esse o critério estabelecido, trataram de pô-lo em prática, resultando num mapa europeu em que as etnias e as nacionalidades não foram levadas em consideração, tal como aconteceu com a partilha da Polônia, por exemplo. Tal critério foi crucial para que as minorias étnicas, sentindo-se desprezadas e não representadas, quase à beira da marginalidade social, se revoltassem principalmente contra as nações mais multiétnico-culturais, como exemplo poloneses, sérvios, magiares e eslavos. As revoluções de 1848 foram uma notória consequência, bem evidente em países como a Áustria e os estados germânicos.
Uma vez estabelecida a paz, haveria a necessidade de manutenção de exércitos. Os estadistas reunidos em Viena foram unânimes em responder afirmativamente. Tratava-se de manter forças armadas exatamente para preservar a paz alcançada. A garantia da paz residia, a partir de então, na preservação das fronteiras geográficas estabelecidas justamente para evitar que qualquer potência viesse a romper o equilíbrio, anexando recursos de seus vizinhos e pondo em risco todo o sistema de estados europeus. O princípio geopolítico das "fronteiras geográficas" perdurou até o término da Segunda Guerra Mundial, quando esse conceito foi substituído pelo conceito de "fronteiras ideológicas", no contexto da Guerra Fria.

## Consequências
- Reconstrução das monarquias absolutistas;
- A Rússia anexou parte da Polônia, Finlândia e a Bessarábia;[7]
- A Áustria anexou a região dos Balcãs;
- A Inglaterra ficou com a estratégica Ilha de Malta, o Ceilão e a Colônia do Cabo, o que lhe garantiu o controle das rotas marítimas;
- O Império Otomano manteve o controle dos povos cristãos do Sudeste da Europa;
- A Suécia e a Noruega uniram-se;
- A Prússia ficou com parte da Saxônia, da Westfália, da Polônia e com as províncias do Reno;
- A Bélgica, industrializada, foi obrigada a unir-se aos Países Baixos, formando o Reino dos Países Baixos;
- Os Principados Alemães formaram a Confederação Alemã com 38 Estados, a Prússia e a Áustria participavam dessa Confederação;
- Restabelecimento dos Estados Pontifícios;
- A Espanha e Portugal não foram recompensados com ganhos territoriais, mas tiveram restauradas as suas antigas dinastias.
- O Ducado de Malve foi exaltado Reino de Malve. Tendo Franz Karl Johann Georg Metternich-Winneburg, filho do Chanceler Metternich da Áustria assumido o trono do país, já que era casado com Isadora Marie Nappolaska, filha do Duque Gerard de Malve que foi deposto após a conquista napoleônica. Franz Metternich-Winneburg assumiu para si o nome de Frederic, tornando-se rei aos 17 anos de idade. A união de Frederic e Isadora e a exaltação de Malve como Reino deu origem a uma nova dinastia, a Beilstein - Loctea.
- No encerramento do Congresso de Viena, pelo Artigo 105 do Acto Final, o direito português ao território de Olivença foi reconhecido. Apesar de sua inicial resistência a esta disposição, a Espanha terminaria por ratificar o tratado mais tarde, em 7 de maio de 1817, nunca havendo, entretanto, cumprido esta disposição ou restituído o território oliventino a Portugal.
- Com a derrota de Napoleão e a subsequente paz duradoura na Europa, a Inglaterra aumentou sua influência pelos mares e consequentemente expandiu seus territórios e colônias.

O Congresso de Viena logrou garantir a paz na Europa. Além das disposições políticas territoriais, estabeleceu-se:
- o princípio da livre-navegação do Reno e do Meuse;
- a condenação do tráfico de escravos, determinando sua proibição ao norte da linha do Equador;
- medidas favoráveis para a melhoria das condições dos judeus;
- e, de suma importância, um regulamento sobre a prática das atividades diplomáticas entre os países.